# Клеча-Гурна
Клеча-Гурна (пол. Klecza Górna) — село в Польщі, у гміні Вадовиці Вадовицького повіту Малопольського воєводства.
Населення — 781 особа (2011).

## Історія
У 1975-1998 роках село належало до Бельського воєводства, підпорядковувалося районній адміністрації у Вадовицях.

## Демографія
Демографічна структура станом на 31 березня 2011 року:
|          | Загалом | Допрацездатний вік | Працездатний вік | Постпрацездатний вік |
| -------- | ------- | ------------------ | ---------------- | -------------------- |
| Чоловіки | 392     | 96                 | 250              | 46                   |
| Жінки    | 389     | 82                 | 221              | 86                   |
| Разом    | 781     | 178                | 471              | 132                  |